# Ракита (Волынская область)
Ракита (укр. Рокита) — село в Дубечненской сельской общине Ковельского района Волынской области Украины.
До 2020 года входило в Старовыжевский район.
Код КОАТУУ — 0725081305. Население по переписи 2001 года составляет 806 человек. Почтовый индекс — 44413. Телефонный код — 3346. Занимает площадь 3,2 км².